# فيليب بي. كولتر
فيليب بي. كولتر (بالإنجليزية: Philip B. Coulter)‏ هو عالم سياسة أمريكي، ولد في 27 فبراير 1939 في إليزابيثتاون في الولايات المتحدة.